# Abd ar-Rahman V
Abd ar-Rahman V, död 1024, var regerande kalif av Cordoba 1023-1024. 
Under den umayyadiska dynastins dödskamp erhöll två av dess prinsar titeln "Kalif av Córdoba" under en kortare tid: Abd ar-Rahamn IV Mortada (1017) och Abd ar-Rahman V Mostadir (1023-1024).
Båda var blott marionetter styrda av olika fraktioner som övergav dem vid samma tillfälle. Abd ar-Rahman IV mördades i Guadiz samma år som han blev tillsatt - på flykt från ett slag där han övergivits av sina anhängare. Abd ar-Rahman V utropades till kalif i december 1023 i Córdoba och mördades i januari följande år av en folkhop arbetslösa - ledda av hans egen kusin.
Abd ar-Rahman V efterträdde Abd ar-Rahman IV och efterföljdes av Muhammad III.